# Suzette Puech
Suzette Puech (Anduze, 7 de marzo de 1937 - Montpellier, 20 de diciembre de 2005) fue una botánica, conservadora, profesora, taxónoma, y exploradora francesa. Fue une especialista de Teucrium, y particularmente autora de Teucrium nablii.

## Algunas publicaciones
- suzette Puech, jean-pierre Puech. 1989. Revégétalisation des ouvrages en terre et des espaces remaniés par les terrassements. ISBN 978-2-87602-014-6

## Membresías
- de la Société Botanique de France[2]

## Eponimia
- (Boraginaceae) Anchusa puechi Valdés[3]